# Галичівка
Галичі́вка —  село в Україні, у Коропській селищній громаді Новгород-Сіверського району Чернігівської області. Населення становить 42 особи. Від 2016 орган місцевого самоврядування — Коропська селищна рада.

## Символіка
На гербі зображена галка яка сидить на стрілі, внизу зображена золота геральдична лілія. Галка символізує назву села (герб є промовистим). Стріла символізує річку Десна. Геральдична лілія символізує галів (Францію), які можливо були в старовину в цій місцині і залишили свою назву (географічні назви з коренем «гал» поширені від по всій Європі). Зелений колір - ліси, жовтий - золоті поля.

## Історія
12 червня 2020 року, відповідно до розпорядження Кабінету Міністрів України № 730-р «Про визначення адміністративних центрів та затвердження територій територіальних громад Чернігівської області», увійшло до складу Коропської селищної громади.
19 липня 2020 року, в результаті адміністративно-територіальної реформи та ліквідації Коропського району, увійшло до складу Новгород-Сіверського району Чернігівської області.